# Gradovna Ratiboř
Gradovna Ratiboř, polsky Tężnia Racibórz nebo Raciborska Tężnia Solankowa, je malá gradovna v malém městském parku ve městě Racibórz (Ratiboř) v okrese Ratiboř v jižním Polsku. Geograficky se také nachází v nížině Ratibořská kotlina a Slezském vojvodství.

## Další informace
Gradovna byla slavnostně otevřena 29. května 2023. Stavba je vybavena čerpadlem a rozvody, které distribuující solanku na vhodně uspořádané trnkové větve, tím se vytvoří specifické mikroklima, které pomůže při léčbě respiračních onemocnění a posílí imunitní systém. Teče v ní solanka ze Zabłocie. Tato dřevěná stavba je celoročně volně přístupná.

## Galerie

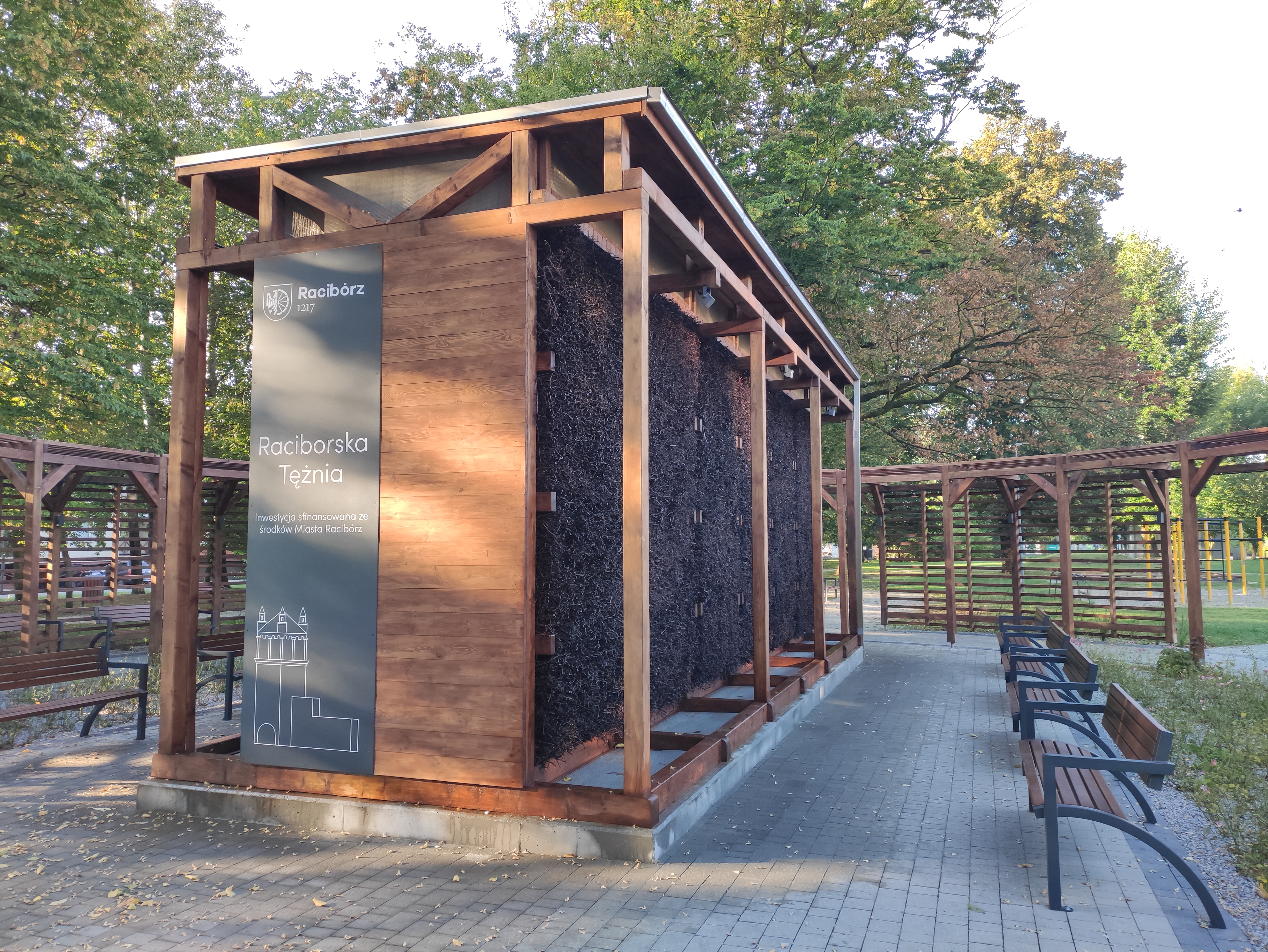
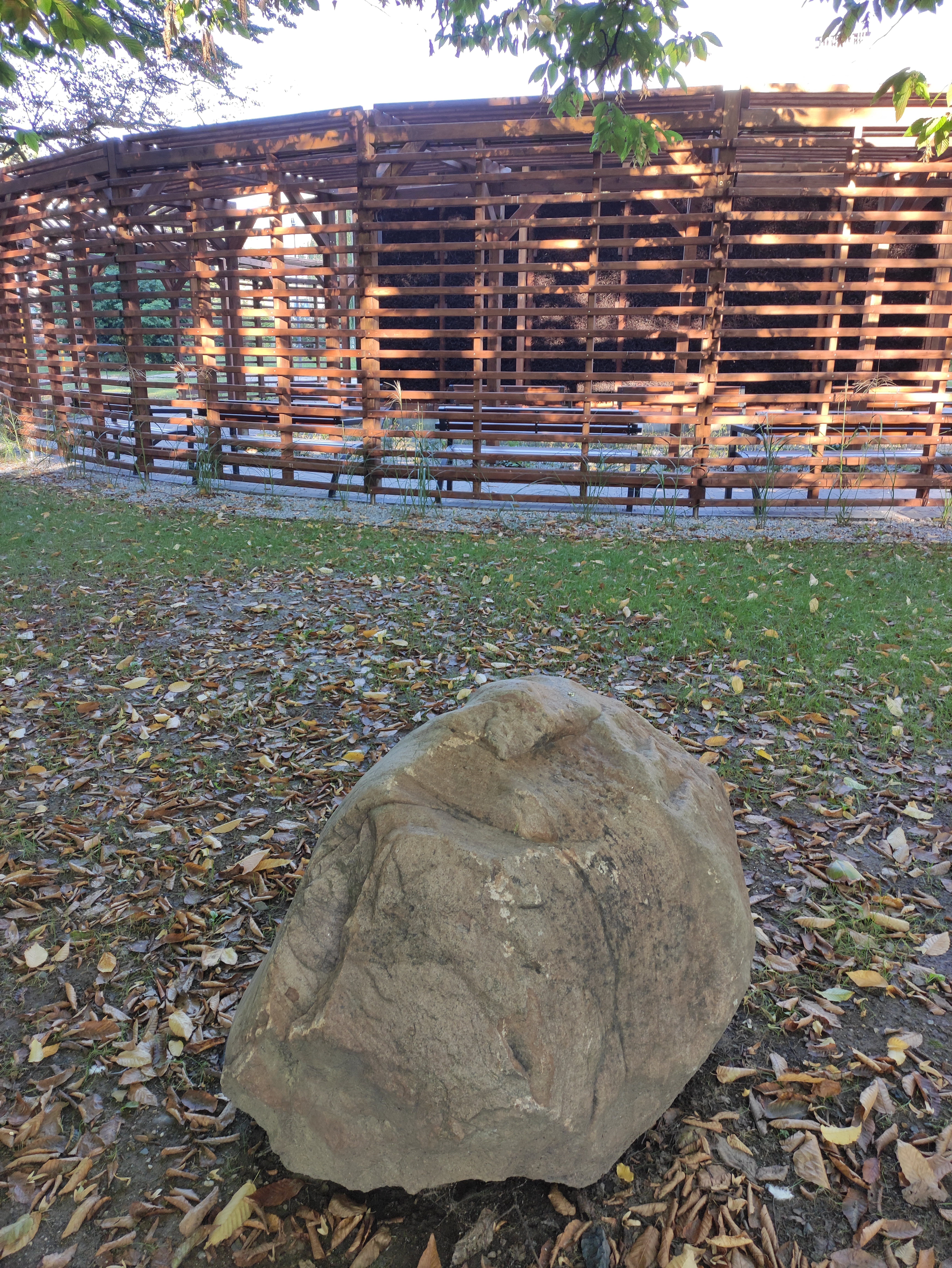
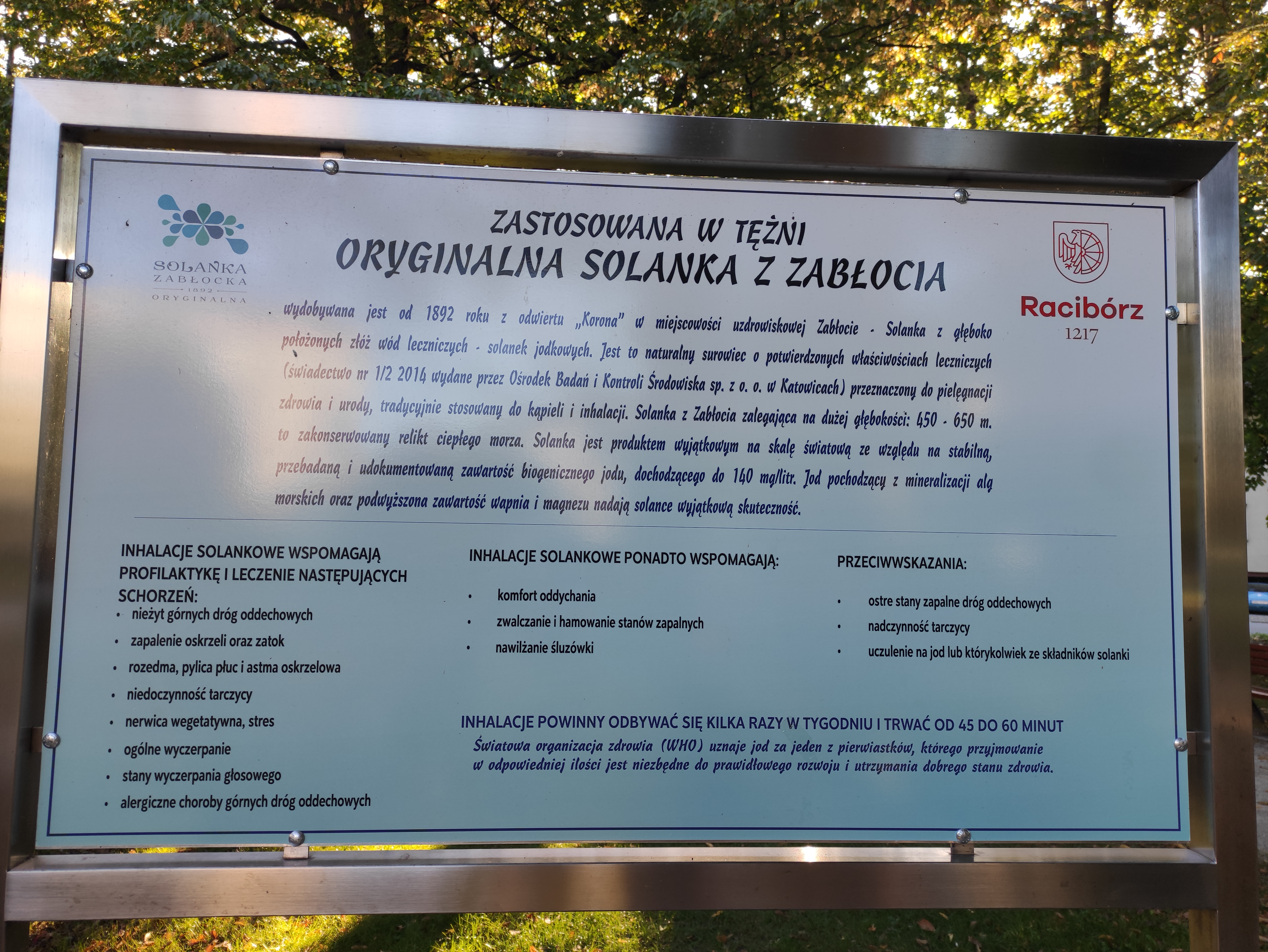